# Немежиков, Тарас Николаевич
Тарас Николаевич Немежиков — советский государственный и партийный деятель. Председатель Хакасского облисполкома (1944—1948). Первый секретарь Хакасского обкома ВКП(б) (1948—1952).

## Биография
Родился в апреле 1914 года в улусе Сокочуль. Член ВКП(б), кандидат исторических наук. 
С 1932 года - на общественной и политической работе. В 1932-1952 гг. — инспектор районного финансового отдела, статистик Ширинского районного отдела народного образования, учитель в Орджоникидзевском районе Хакасской автономной области, секретарь Областного комитета ВЛКСМ Хакасской автономной области по пропаганде и агитации, 1-й секретарь Областного комитета ВЛКСМ Хакасской автономной области, председатель Исполнительного комитета Областного Совета Хакасской автономной области, 1-й секретарь Областного комитета ВКП(б) Хакасской автономной области. 
Избирался депутатом Верховного Совета СССР 2-го и 3-го созывов. 
Умер в 1960 году в Красноярске.

## Награды
- Два ордена Ленина:

1. 31.03.1949 — среди работников партийного и советского актива, специалистов сельского хозяйства и работников заготовительных органов Красноярского края, за «успехи, достигнутые в деле расширения посевных площадей, особенно по яровой пшенице, повышения урожайности в колхозах и совхозах, выполнения плана хлебозаготовок и обеспечения собственными семенами на весенний сев 1949 года»